# São Tomé
São Tomé – stolica i największe miasto Wysp Świętego Tomasza i Książęcej nad Zatoką Gwinejską na Wyspie Świętego Tomasza; ośrodek administracyjny prowincji Wyspa Świętego Tomasza. Ludność: 65 468 osób (2010). Port handlowy i rybacki; przemysł spożywczy (głównie olejarski, rybny), drzewny; port lotniczy (otwarty 1992).
Zostało założone przez Portugalczyków w 1485 i jest skupione wokół szesnastowiecznej katedry. Innym dawnym budynkiem jest Fort São Sebastião, zbudowany w 1575. Miasto jest stolicą kraju od 1852. Jego nazwa po portugalsku oznacza Święty Tomasz.
| Rok  | Populacja |
| ---- | --------- |
| 1990 | 42 331    |
| 2000 | 49 997    |
| 2003 | 53 300    |
| 2005 | 56 166    |
| 2010 | 65 468    |
| 2015 | 71 868    |

## Galeria

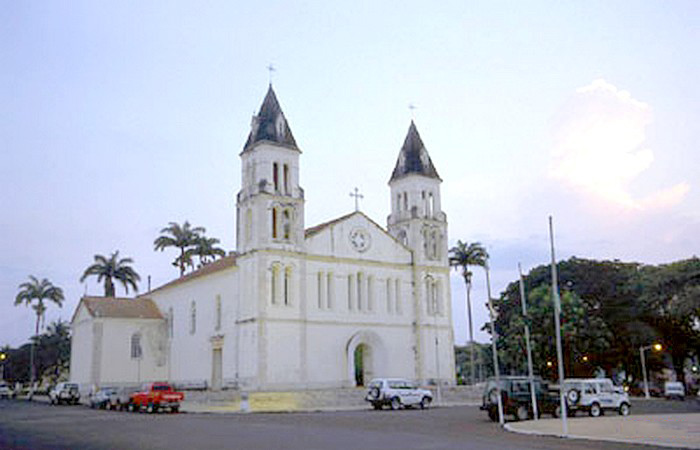
Katedra
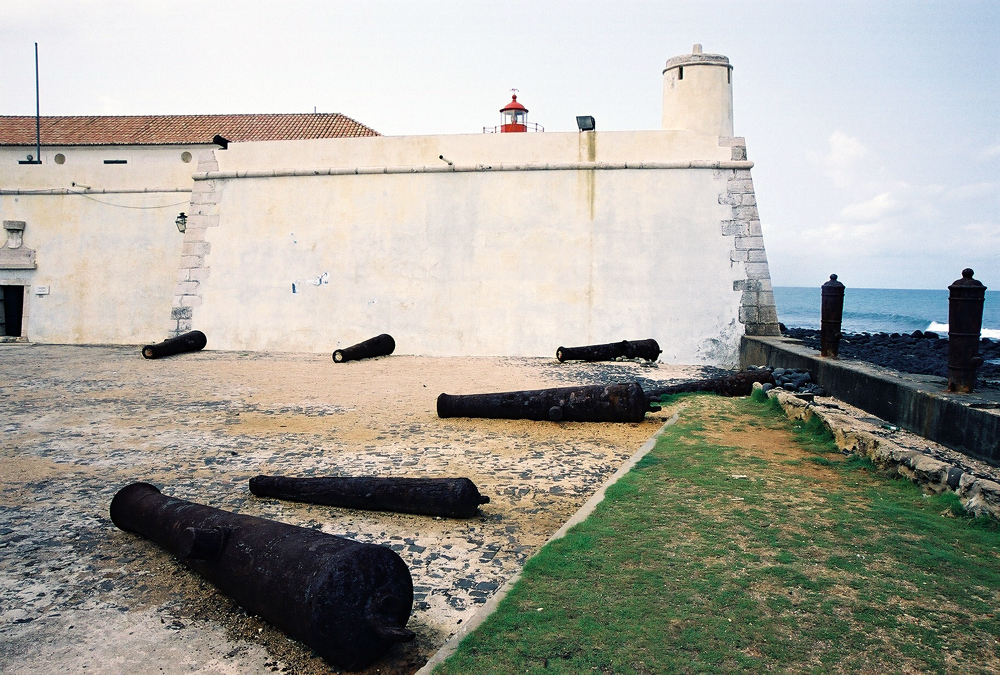
Fort
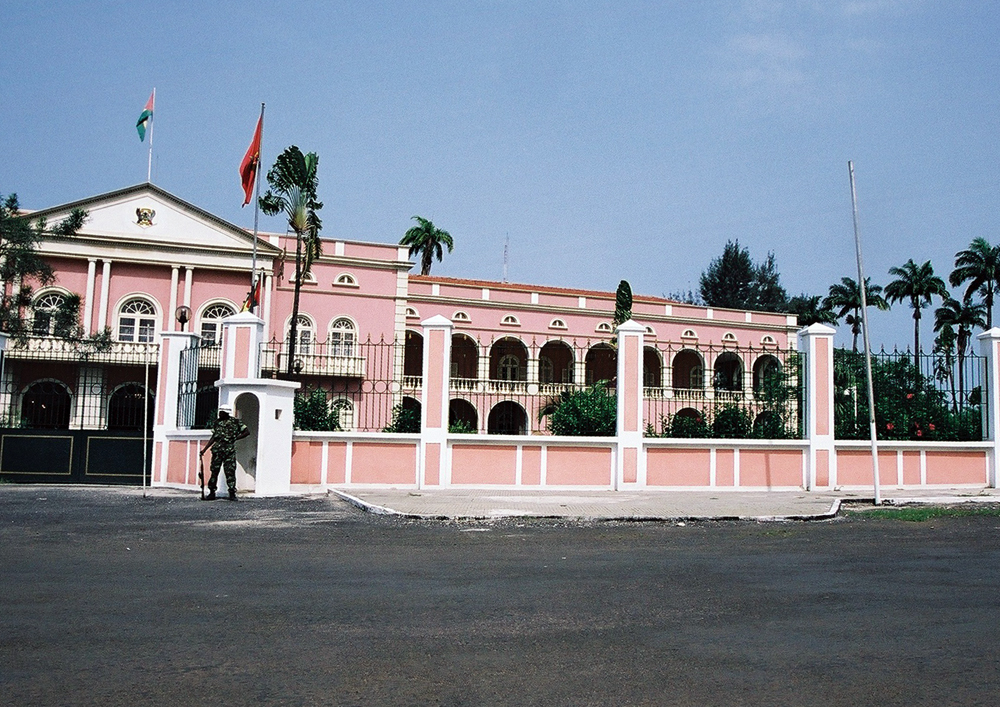
Pałac prezydenta
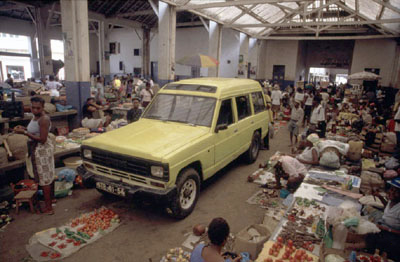
Hala targowa w centrum miasta